# Spicks and Specks
A Spicks and Specks a Bee Gees együttes második stúdióalbuma. A lemez 1966-ban jelent meg Ausztráliában eredetileg Monday’s Rain címmel, és első kislemezként a Spicks and Specks dalt adták ki róla. A kislemez hatalmas sikere miatt gyorsan újra kiadták az albumot Spicks and Specks címen és azóta így tartják nyilván.
1967-ben Japánban is kiadták a nagylemezt Spicks & Specks címen. A lemezen szereplő, eredetileg monó hangzással felvett dalokat elektronikus úton sztereósították, és megvariálták a számok sorrendjét. A világ többi részén csak 1968-ban lett elérhető az album anyaga Rare, Precious & Beautiful címmel, és szintén kicsit más dalsorrenddel. Angliában a Polydor, Amerikában az Atco, míg Németországban a Karussell kiadásában. A további, korábban csak Ausztráliában megjelent Bee Gees-dalokat a Rare, Precious & Beautiful második és harmadik részén adták ki válogatásként világszerte.

## Az album dalai

### Monday’s Rain/Spicks and Specks(ausztrál kiadás, 1966. monó)
A-oldal
1. Monday’s Rain (Barry Gibb) – 2:58
2. How Many Birds (Barry Gibb) – 1:58
3. Playdown (Barry Gibb) – 2:47
4. Second Hand People – 2:10
5. I Don’t Know Why I Bother With Myself (Robin Gibb) – 2:43
6. Big Chance (Barry Gibb) – 1:40

B-oldal
1. Spicks and Specks (Barry Gibb) – 2:50
2. Jingle Jangle (Barry Gibb) – 2:11
3. Tint of Blue (Barry és Robin Gibb) – 2:05
4. Where Are You? (Maurice Gibb) – 2:12
5. Born a Man (Barry Gibb) – 3:12
6. Glass House (Barry Gibb) – 2:25

### Spicks & Specks(japán kiadás, 1967. sztereó)
A-oldal
1. Spicks and Specks (Barry Gibb) -2:50
2. Where Are You (Maurice Gibb) – 2:12
3. Playdown (Barry Gibb) – 2:47
4. Big Chance (Barry Gibb) – 1:40
5. Glass House (Robin Gibb) – 2:25
6. How Many Birds (Barry Gibb) – 1:58

B-oldal
1. Second Hand People (Barry Gibb) – 2:10
2. I Don't Know Why I Bother With Myself (Robin Gibb) – 2:43
3. Monday's Rain (Barry Gibb) – 2:58
4. Tint Of Blue (Barry és Robin Gibb) – 2:05
5. Jingle Jangle (Barry Gibb) – 2:11
6. Born a Man (Barry Gibb) – 3:12

### Rare, Precious & Beautiful(német, angol, amerikai kiadás, 1968. sztereó)
A-oldal
1. Where Are You (Maurice Gibb) – 2:12
2. Spicks and Specks (Barry Gibb) -2:50
3. Playdown (Barry Gibb) – 2:47
4. Big Chance (Barry Gibb) – 1:40
5. Glass House (Robin Gibb) – 2:25
6. How Many Birds (Barry Gibb) – 1:58

B-oldal
1. Second Hand People (Barry Gibb) – 2:10
2. Monday's Rain (Barry Gibb) – 2:58
3. I Don't Know Why I Bother With Myself (Robin Gibb) – 2:43
4. Jingle Jangle (Barry Gibb) – 2:11
5. Tint Of Blue (Barry és Robin Gibb) – 2:05
6. Born a Man (Barry Gibb) – 3:12

## Az album dalaiból megjelent kislemezek, EP-k
- 1966 Monday’s Rain / Playdown – Spin (EK-1345)
- 1966 Monday’s Rain / All of My Life – Spin (EK-1384)
- 1966 Spicks and Specks / I Am The World – Spin (EK-1474), Polydor (59 065)
- 1967 Born a Man / Big Chance – Spin (EK-1634)

EP-k
- 1966 Spicks and Specks / Jingle Jangle / Tint of Blue / Where Are You – Spin (EX 11220)
- 1967 New York Mining Disaster / I Can’t See Nobody / Spicks And Specks / I Am The World – Polydor (60029), (51082)

## Közreműködők
- Barry Gibb – ének, gitár
- Robin Gibb – ének, gitár, harmonika
- Maurice Gibb – ének, gitár, basszusgitár, zongora
- John Robinson – basszusgitár
- Colin Petersen – dob
- Steve Kipner – ének
- Vince Melouney – gitár
- Russell Barnsley – dob
- Geoff Grant, Jim Hacker, Ken Faulk, Jason Carder – trombita
- hangmérnök: Ossie Byrne